# Stephen Craigie
Stephen Craigie, angleški igralec snookerja, * 19. junij 1990.

## Kariera
Craigie prihaja iz Newcastla. Kot mladinec je osvojil vrsto turnirjev, svoje mesto v svetovni karavani pa si je zagotovil z zmago na Evropskem prvenstvu do 19 let. Kot profesionalec je tako začel nastopati v sezoni 2008/09.
Vendar sezona zanj ni bila najbolj uspešna, saj si ni uspel zagotoviti mesta med elito tudi za sezono 2009/10. Sezono 2008/09 je končal s porazom v prvem krogu kvalifikacij za Svetovno prvenstvo proti Leeju Spicku, rezultat je bil 5-10.